# Шеметів ліс (поблизу с. Куцеволівка)
Шереметів ліс — заповідне урочище місцевого значення. Об'єкт розташований на території Онуфріївського району Кіровоградської області, поблизу с. Куцеволівка.
Площа — 41,9 га, статус отриманий у 1978 році.